# В защиту животных
В защиту животных, IDA (англ. In Defense of Animals ) — созданная в 1983 году в Сан-Рафаэл (Калифорния, США) организация, защищающая права животных. Насчитывает более 85 тысяч членов, годовой бюджет $ 650 000. Девиз организации — «защита прав, благосостояния и среды обитания животных».
Приобрела известность, в частности, благодаря своим кампаниям против экспериментов на животных, проводимых американскими военными, и экспериментов над детенышами обезьян, отлучённых от матерей. Автор и журналистка Дебора Блюм так описала стратегию IDA: «абсолютный питбуль. Тщательно выбрав цель уже ни за что её не отпускает».

## История
С момента образования организации в 1983 году её президентом является ветеринар, доктор Эллиот М. Кац.
Кац — выпускник Школы ветеринарной медицины Корнеллского университета. Был вовлечен в деятельность по защите животных, когда к нему за помощью обратились активисты движения, добивающиеся прекращения экспериментов на животных, которыми, по их информации, были переполнены лаборатории Калифорнийского университета в Беркли. В ответ Кац помог организовать «Калифорнийцы за ответственные исследования», для обеспечения лучшего ухода за животными в университете.
С этого момента IDA становится международной зоозащитной организацией. Штаб-квартира организации находится в Северной Калифорнии, также IDA располагает представительствами повсеместно в Соединённых Штатах и филиалами в Индии и Африке.

## Программы и кампании
IDA защищает животных, используемых в научных исследованиях, пищевой промышленности, производстве одежды, индустрии развлечений и спорта, и в других областях. Её методы включают организацию протестов и ненасильственных акций гражданского неповиновения, включая сидячие забастовки, приковывание и установку баннеров.
Среди текущих программ кампания, направленная на улучшение условий содержания слонов в зоопарках и цирках. IDA была одной из многих зоозащитных организаций, которые способствовали закрытию Фонда Coulston, на тот момент самого крупного центра исследований на шимпанзе в мире. Другие достижения организации включают в себя:
- Спасение дельфинов — исследователь IDA Бен Уайт освободил дельфинов у берегов Японии, находясь под водой он разрезал сети, в которые те были заключены.[12][13]
- Кампания против охоты на коз и буйволов на острове Санта-Каталина, в Калифорнии.[14][15][16][17]
- Создание заповедного и образовательного центра шимпанзе в Камеруне в 1999 году[18] и центра спасения раненых и брошенных животных в Миссисипи.
- Организация спасения сотен собак и кошек пострадавших в огненном смерче, уничтожившем более 3500 домов в Окленде/Беркли.
- Предотвращение лучной охоты на Калифорнийского оленя в национальном парке Point Reyes.[19]
- Прекращение проведения Нью-Йоркским университетом «кокаиновых» экспериментов на обезьянах для Фонда Coulston. В 1995 году Министерство сельского хозяйства США поддержало претензии IDA в части обвинения: «содержание нескольких десятков шимпанзе в маломерных клетках, повлекшее гибель по меньшей мере пяти из них.»[20]
- Кампания против нейрофизиологических экспериментов на кошках Рокфеллеровского университета. Кампания была поддержана PETA. По информации IDA кошки оставались в полном сознании в процессе проведения экспериментов. Университет отрицал это.[21]
- Остановка в 2001 году экспериментов по исследованию рака мозга на щенках бигля в Финиксе, штат Аризона, c началом судебного процесса против исследователя.[22]

### Акции против содержания слонов в зоопарках
IDA полагает, что содержание слонов в зоопарках приводит к их преждевременной гибели и что в условиях «городских зоопарков просто недостаточно места для этих великолепных, умных животных». Ежегодно IDA публикует список «10 худших зоопарков для слонов».
IDA утверждает, что именно под её давлением Зоопарк Сан-Франциско передал своих слонов в заповедник в 2004 году. Однако зоопарк заявляет, что IDA не имеет «ничего общего» с этим решением.
Данная кампания — часть более масштабной программы, касающейся, по мнению IDA, нескольких американских зоопарков, в том числе Национального зоопарка в Вашингтоне, нарушающих законодательство о благосостоянии животных.. IDA утверждает, что Министерство сельского хозяйства США признало «серьёзность озабоченности по поводу неудовлетворительных условий для слонов в наших национальных зоопарках». Woodland Park Zoo отвечает на критику IDA: «ограниченное пространство является упрощенным аргументом и … слоны в зоопарках получают наилучший из возможных уход».